# Kunszentmiklós (distrikt)
Kunszentmiklós är ett distrikt i Ungern. Det ligger i provinsen Bács-Kiskun, i den centrala delen av landet, 60 km söder om huvudstaden Budapest.